# Vallée des Singes (Égypte)
Pour les articles homonymes, voir Vallée des singes.
La vallée des Singes est le nom donné à un ouadi s'enfonçant dans la montagne libyque, à l'ouest de la vallée des Rois, appelé aussi la vallée de l'Ouest (West valley), d'où le nom des tombes (WV22, WV23, WV24 et WV25) qui y ont été retrouvées.

## Histoire
Dès 1838, le voyageur britannique John Gardner Wilkinson indique qu’on y avait exhumé des momies de simiens.
Louis Charles Émile Lortet explore cette vallée en 1905-1906, puis fouille et trouve en effet un certain nombre de sépultures de babouins, de dates différentes, et surtout d’époque gréco-romaine. Il pense avoir découvert la nécropole des singes sacrés voués à Thot, dont les emblèmes animaux étaient l’ibis et le babouin. Cependant, certains spécimens plus anciens, datant du Nouvel Empire exhumés dans la « vallée des Singes » sont attribués à Khonsou, une autre manifestation divine des cultes thébains de Karnak.

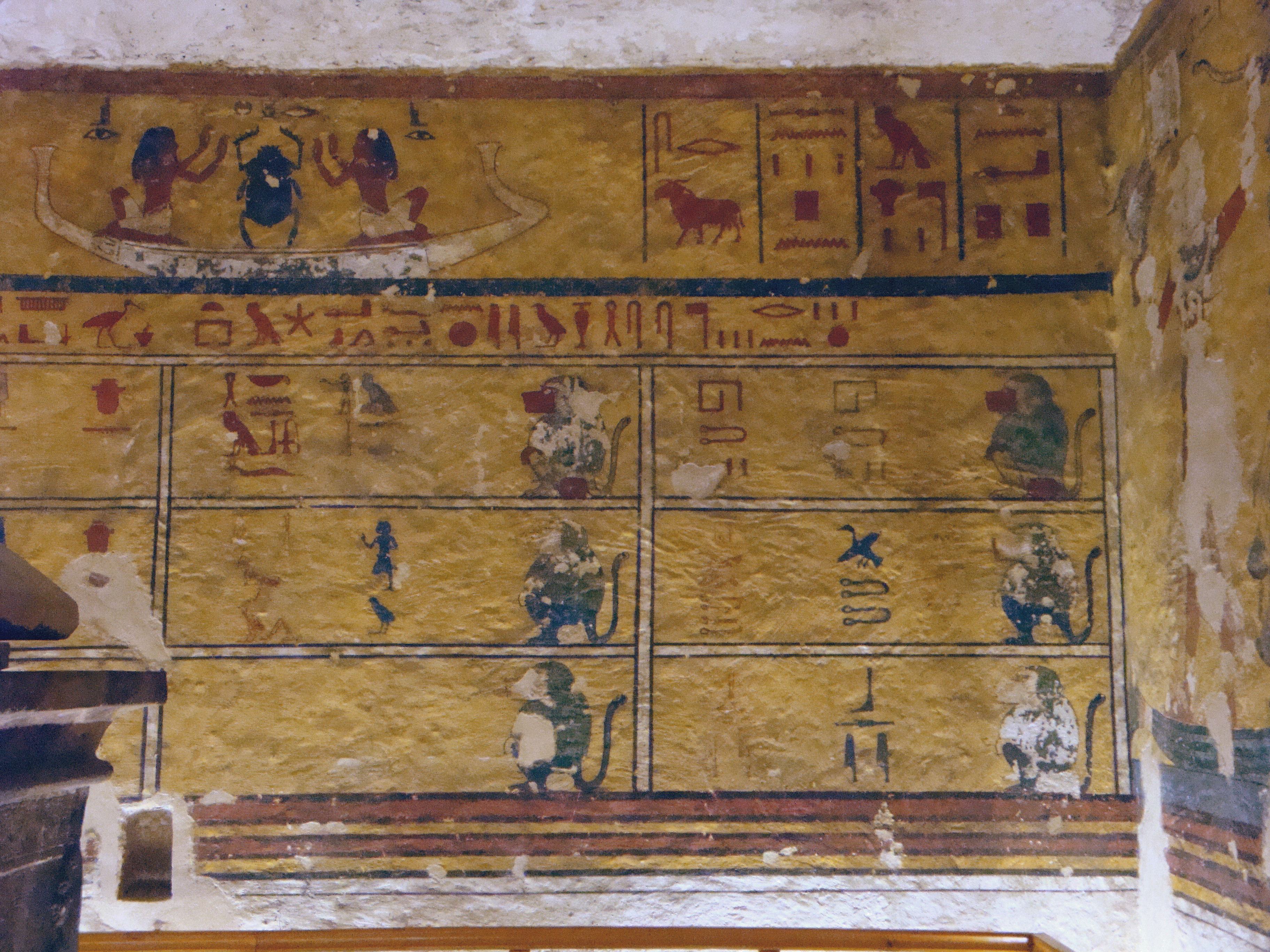
Tombe du pharaon Aÿ (tombeau WV23), XVIIIe dynastie.

Parmi des petites tombes creusées dans le roc, il en était quelques-unes sans le moindre rapport avec les babouins que Lortet espérait trouver. Il s’agissait en fait de simulacres osiriens des cérémonies du mois de Khoiak, quatrième mois de la saison Akhet de l’année égyptienne.
En 1816, l'explorateur Giovanni Battista Belzoni y découvre la tombe d'Aÿ.
En mars 2018, le chercheur Zahi Hawass, alors financé par la Discovery Channel, pense avoir débusqué la tombe d'Ânkhésenamon dans la vallée des Singes.

## Tombes
Dans la tombe d'Aÿ (tombeau WV23), sur le mur face à l'entrée, on peut y voir une frise sur trois registres de singes sacrés, extrait du livre de l'Amdouat avec les babouins représentant les heures de la nuit et diverses divinités.
On y a découvert également la tombe de trois princesses ayant vécu sous le règne de Thoutmôsis II.
Les corps des singes trouvés sur le site témoignent d'un manque d'exposition au soleil des bêtes, ainsi que des cas de scoliose. De nombreux corps momifiés présentent des pathologies osseuses.